# Porcellana giapponese da esportazione

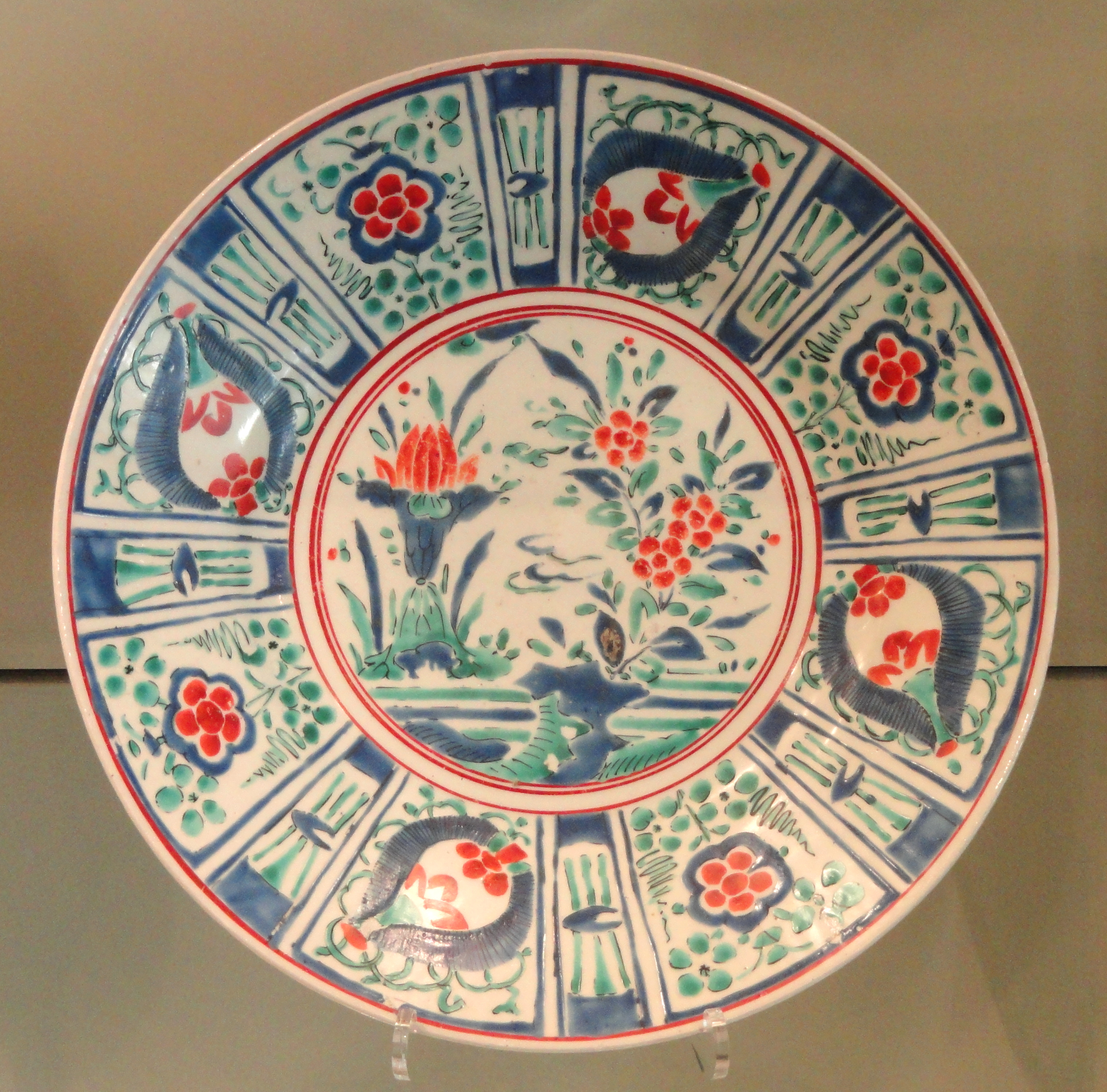
Grande piatto da esportazione, c. 1660–1670, ceramica di Arita, porcellana a pasta dura con soprasmalti; la decorazione riprende la porcellana cinese da esportazione della ceramica Kraak, benché questa sia normalmente in blu e bianco.

La porcellana giapponese da esportazione comprende un'ampia gamma di porcellane che erano fabbricate e decorate in Giappone primariamente per l'esportazione in Europa e in seguito in Nord America, con quantità significative destinate ai mercati dell'Asia meridionale e sud-orientale. La produzione per l'esportazione in Occidente ricade quasi interamente in due periodi, anzitutto quello tra gli anni 1650 e 1740, e poi quello dagli anni 1850 in poi.
Le ceramiche prodotte sono una complessa e variabile mescolanza di stili, basata sulla porcellana cinese, sulla ceramica e sulla porcellana locale giapponese (essa stessa molto influenzata dalla porcellana coreana) e sugli stili e i gusti europei. Spesso le forme erano dettate dai mercati di esportazione, ma la decorazione era in stile prevalentemente asiatico, sebbene abbastanza spesso derivata dalle imitazioni olandesi dei pezzi cinesi. Nel primo periodo la gran maggioranza delle ceramiche furono prodotte nell'area di Arita, nella vecchia provincia di Hizen e sono designate dai termini ceramica di Arita (o ceramica di Hizen), ceramica di Imari e Kakiemon, che hanno tutti complicazioni nei loro significati in inglese e nelle altre lingue occidentali.

Boccale di porcellana sottosmalto blu e bianca della ceramica di Arita con coperchio d'argento olandese del 1690.

Nel periodo successivo, la ceramica di Satsuma fu prodotta quasi interamente per l'esportazione, e le fabbriche cominciarono a marchiare le loro ceramiche, con Noritake e Nikko Ceramics che erano ben note in Occidente.

## Periodo iniziale

### Storia del commercio
La porcellana cinese da esportazione per i mercati europei era un commercio ben sviluppato prima ancora che iniziasse la produzione giapponese di porcellana, ma i forni giapponesi furono in grado di conquistare una quota significativa del mercato dagli anni 1640, quando le guerre della transizione tra la dinastia Ming e la dinastia Qing interruppero la produzione delle porcellane di Jingdezhen che costituivano il grosso della produzione per l'Europa, e anzi erano in precedenza molto popolari nello stesso Giappone.

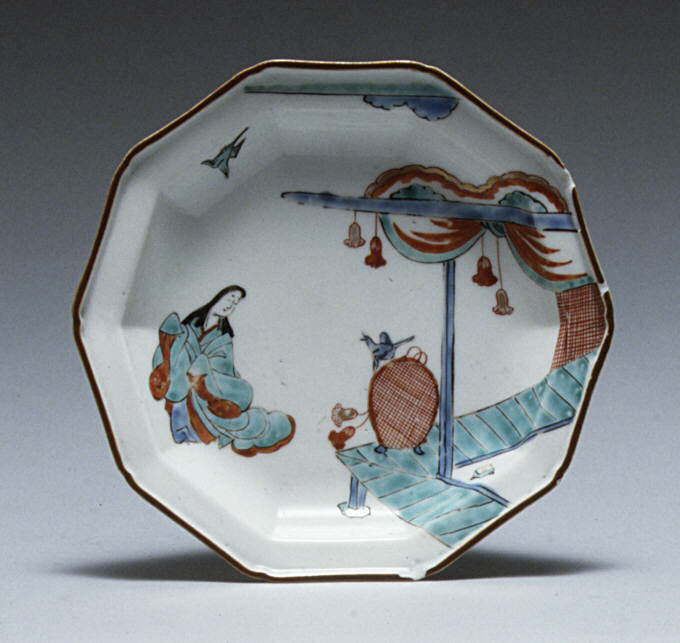
Piatto con cortigiana giapponese e uccelli, ceramica di Imari, 1710–1730.

La politica del Sakoku della chiusura del Giappone agli stranieri, pienamente in vigore nel 1639, permetteva solo alla Compagnia olandese delle Indie orientali e ai Cinesi di spedire le esportazioni dal Giappone, dopo il 1641 entrambi attraverso posti di scambio strettamente controllati, quello cinese a Nagasaki e quello olandese a Dejima. I Cinesi poi rivendevano i carichi ad altri Europei in Cina. Gli Olandesi iniziarono a comprare su piccola scala nel 1650, entro il 1656 ordinando 4.149 pezzi. Ma nel 1659 furono ordinati 64.866 pezzi, iniziando il commercio su larga scala che doveva continuare per quasi un secolo; negli anni successivi gli ordini erano spesso per quantità di pezzi a sei cifre. Per il resto del secolo, il grosso delle porcellane giapponesi fu fabbricato per l'esportazione. Gli Olandesi spedivano in Giappone anche le grandi quantità di cobalto richieste per il colore blu sottosmalto. Oltre all'Europa, importanti quantità furono sbarcate dagli Olandesi in India, in Persia e in Asia sud-orientale. Questo commercio sembra essere stato preceduto dalle esportazioni delle ceramiche celadon di Arita nel sud-est asiatico, dove compaiono la maggior parte degli esemplari sopravvissuti.
L'enorme ordine piazzato nel 1659 travolse i forni di Arita e ci vollero due anni per adempiere, con l'aiuto di altri forni, e la costruzione di molti nuovi e più grandi ad Arita, come l'archeologia ha rivelato. Dopo alcuni anni sembra che vi fossero circa dodici forni intorno ad Arita che fabbricavano ceramiche da esportazione, e solo uno o due producevano per il mercato interno.
I carichi olandesi che raggiungevano l'Europa (anziché essere venduti sulla via del ritorno, per esempio in India) erano venduti all'asta ad Amsterdam. Gli acquisti cinesi di porcellana erano venduti nei porti cinesi, in gran parte alle altre società commerciali europee. Le merci che raggiungevano i paesi europei differivano notevolmente, probabilmente a causa delle scelte degli esportatori iniziali. Il Kakiemon è molto più comune nelle vecchie collezioni europee al di fuori dell'Olanda (Inghilterra, Francia e Germania), probabilmente perché i Cinesi lo apprezzavano. La ceramica "Kenjo-Imari" di alta qualità si trova più in Germania che altrove.
Le porcellane giapponesi in genere spuntavano prezzi più alti in Europa delle porcellane cinesi, e fu solo nel XVIII secolo che le fabbriche in Europa iniziarono a produrre la loro porcellana, quindi il commercio era molto redditizio per gli Olandesi e gli altri che portavano le merci in Europa, come così come per i produttori giapponesi, che erano meno efficienti dei Cinesi, e facevano pagare di più. Ma negli anni 1720 le merci cinesi divennero più attraenti per l'Europa, sia in termini di prezzo che di qualità, e le esportazioni giapponesi diminuirono, quasi cessando negli anni 1740, quando la produzione di porcellana europea stava rapidamente aumentando. Il commercio si era già ridotto dagli 1680 in poi, mentre gli olandesi si occupavano delle guerre in Europa, e i forni cinesi ancora una volta raggiunsero la piena produttività.

### Ceramiche e stili

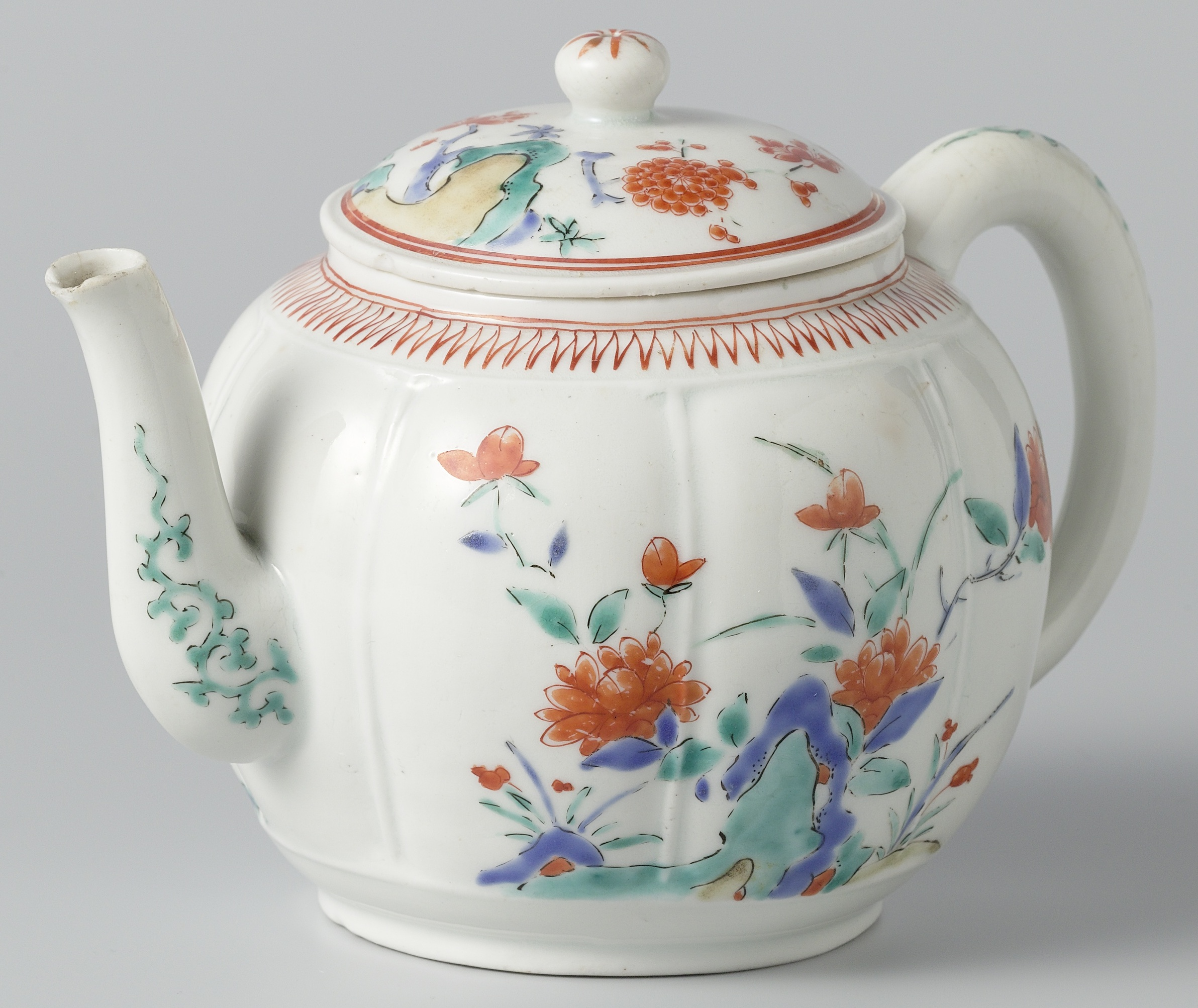
Teiera Kakiemon, 1670–1690

Generalmente le forme seguivano i bisogni europei, seguendo i modelli forniti dagli olandesi; grandi piatti piani adatti anche alle esigenze culinarie del Medio Oriente e del Sud-est asiatico. Gli Olandesi fornirono anche modelli per gli stili di decorazione cinesi che volevano, ma a quanto pare questi furono copiati in legno da originali cinesi da intagliatori olandesi, che spiega la rossezza di alcuni sforzi giapponesi con l'immaginario cinese. L'importazione di ceramiche straniere fu proibita dal governo giapponese nel 1668, anche se alcuni pezzi successivi sembrano aver raggiunto il Giappone, prima che i signori giapponesi avessero richiesto esempi di ceramica di Delft. Una forma di ceramica di esportazione prodotta raramente in Giappone, a differenza della Cina, era la ceramica araldica, almeno in parte a causa della difficoltà durante l'"isolamento" del Giappone di portare i disegni dall'Europa ai decoratori giapponesi. Ci furono alcune eccezioni intorno al 1700.
Nelle ceramiche blu e bianche, inizialmente lo stile un po' rozzo della porcellana cinese da esportazione nota come ceramica Kraak era imitato per forme "aperte" come piatti piccoli e grandi. Sembra che questo stile fosse stato originariamente ideato dai Cinesi per i mercati islamici del Sud-est asiatico, ma divenne poi popolare tra gli Europei. Forme "chiuse" come vasi e bottiglie imitavano le "ceramiche di transizione" cinesi, che erano state molto esportate in Giappone dagli anni 1620 in poi; le ceramiche giapponesi in questo stile risalgono per lo più al 1660-1680. Queste erano dipinte liberamente con scene in sottosmalto blu.
Le ceramiche di Arita con decorazioni soprasmalto ("smalti") in una gamma più ampia di colori sono chiamate tradizionalmente ceramica di Imari come gruppo vasto, sebbene fossero spesso fabbricate negli stessi forni attorno ad Arita delle ceramiche blu sottosmalto. Imari era semplicemente il porto locale da dove venivano spedite agli Olandesi a Dashima e ai Cinesi a Nagasaki, e non era di per sé un centro di produzione. Un grande gruppo è decorato in blu sottosmalto, a cui si aggiungono il rosso e l'oro soprasmalto, con il nero per i contorni e, a volte, altri colori. La colorazione è ricca e tende a coprire la maggior parte del piatto, con molti disegni a base vegetale. Ciò contrasta con lo stile Kakiemon, con un corpo bianco molto puro e una decorazione sparsa ma molto luminosa in uno stile in linea di massima cinese, di uccelli e animali, scene di figure e decorazioni a base vegetale. Alcune ceramiche di Imari abbandonarono anche il blu sottosmalto.
L'ultimo dei gruppi principali è la ceramica di Ko-Kutani, una complessa collezione di ceramiche definite principalmente dalle loro palette di colori soprasmalto, e un tono generalmente piuttosto scuro, così come una tendenza a riflettere le influenze tradizionali giapponesi piuttosto che cinesi nella loro decorazione. Nonostante Kutani sia un luogo, poche sembrano essere state fabbricate lì, e molte furono fabbricate attorno ad Arita.

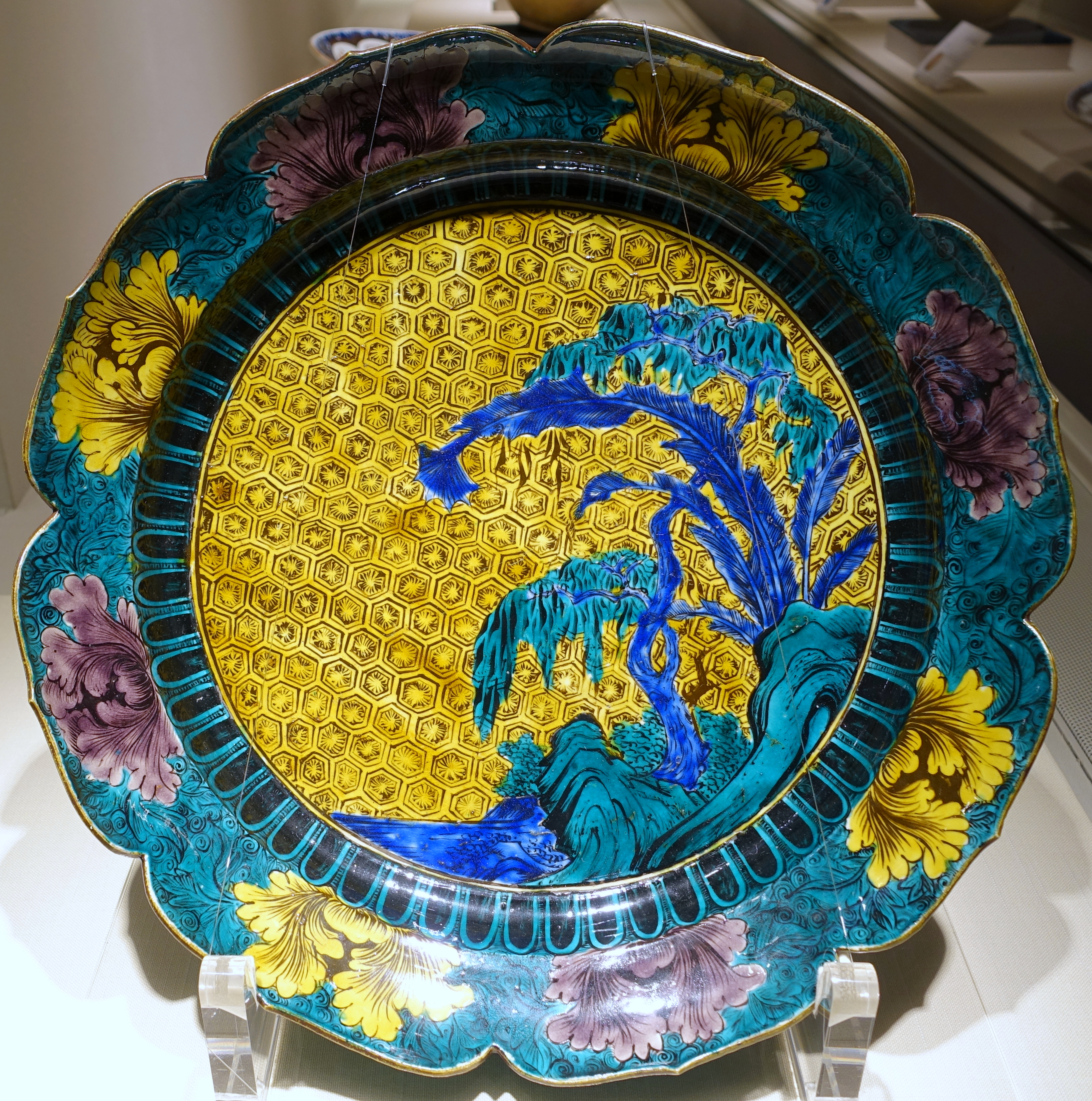
Stile Ko-Kutani, anni 1650 o 1660
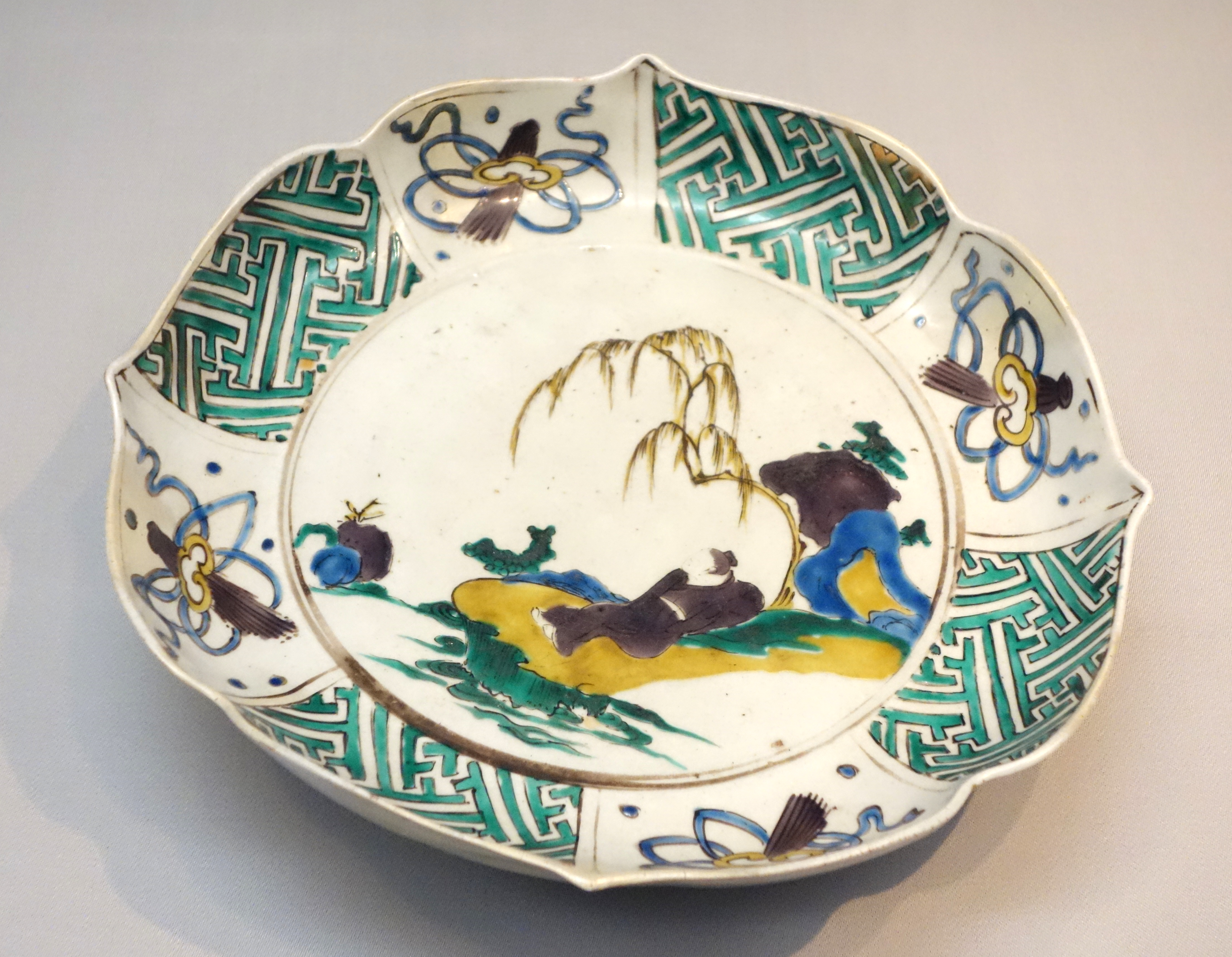
Un piatto Ko-Kutani più chiaro, XVII secolo
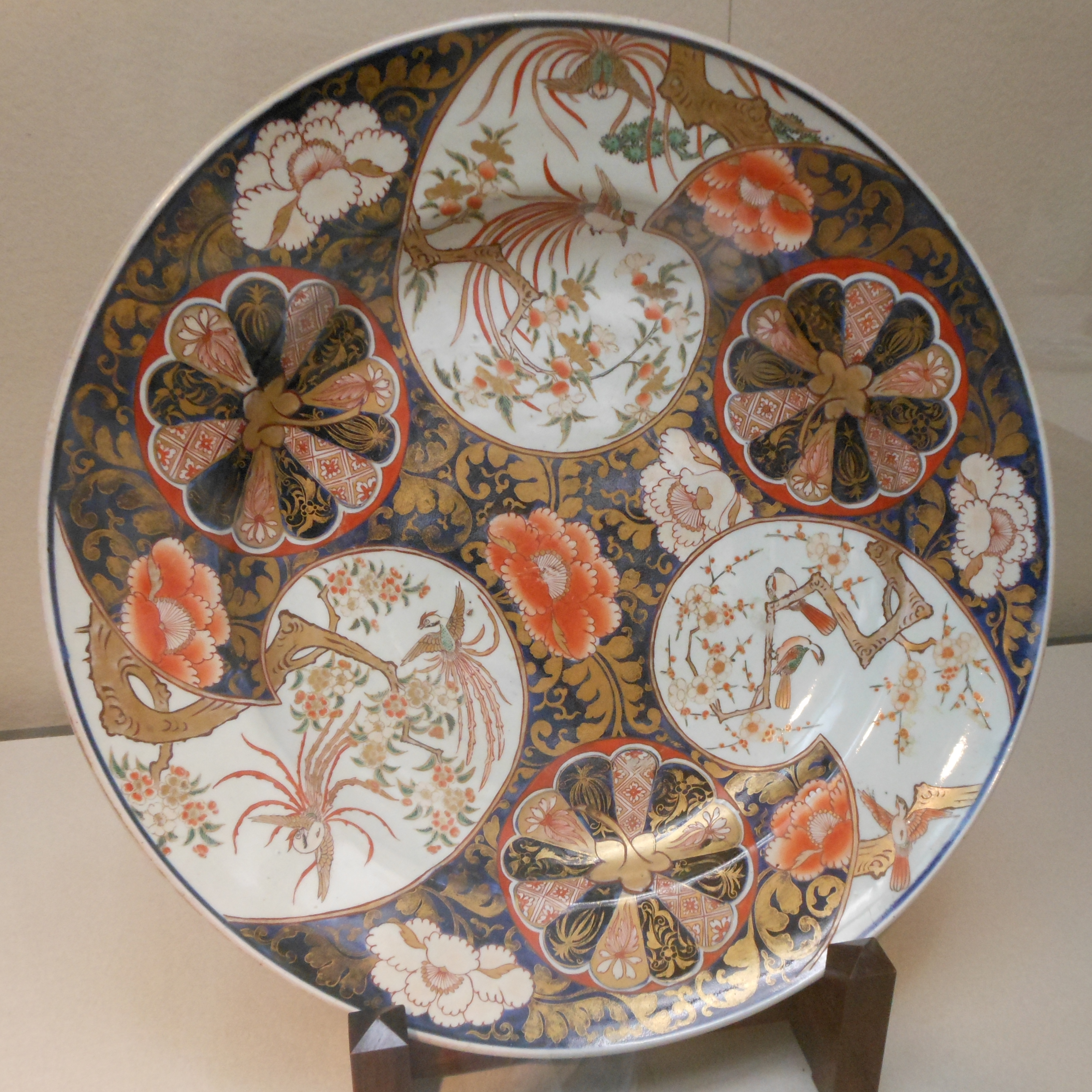
Piatto Ko-Imari, 1700–1740
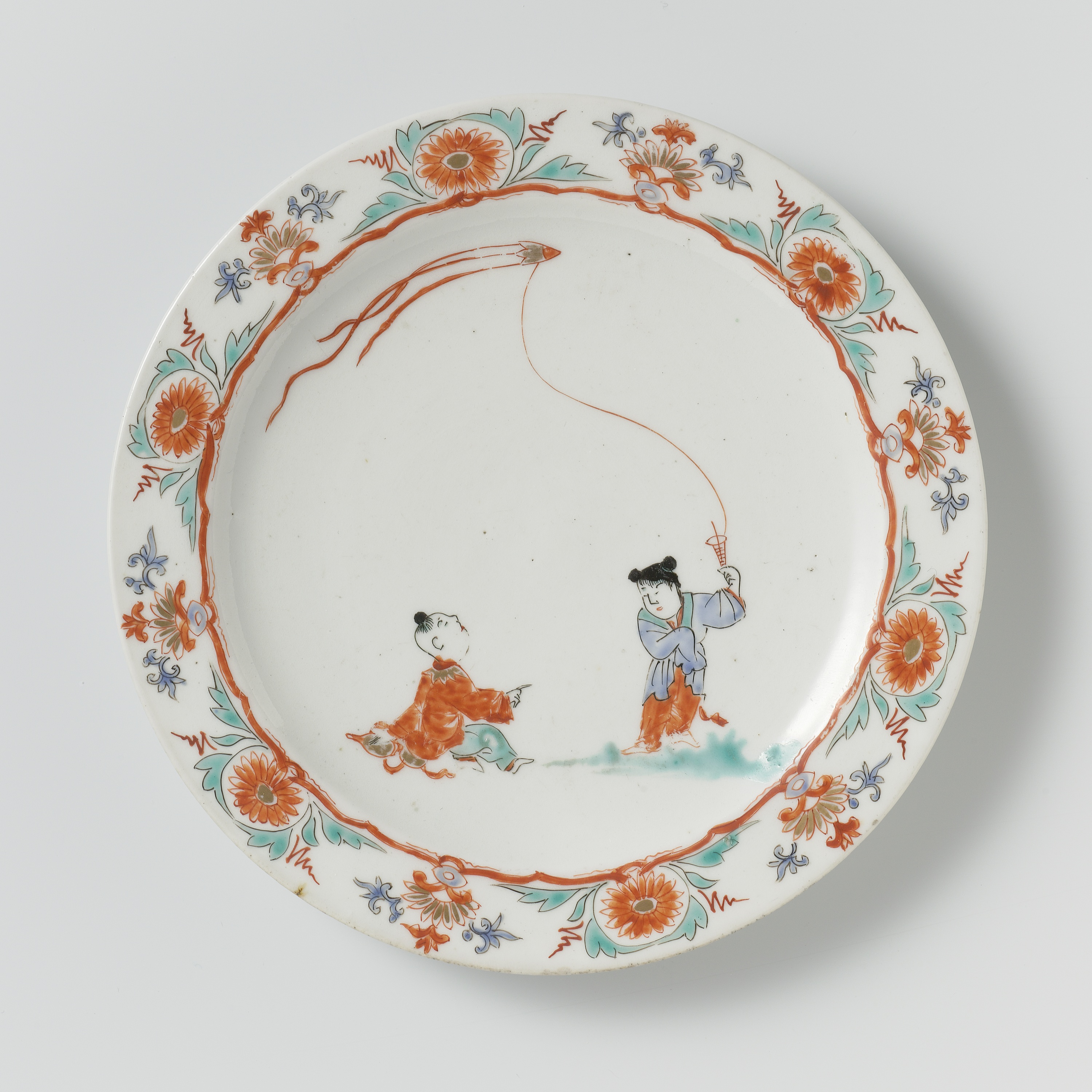
Stile Kakiemon, 1675–1700
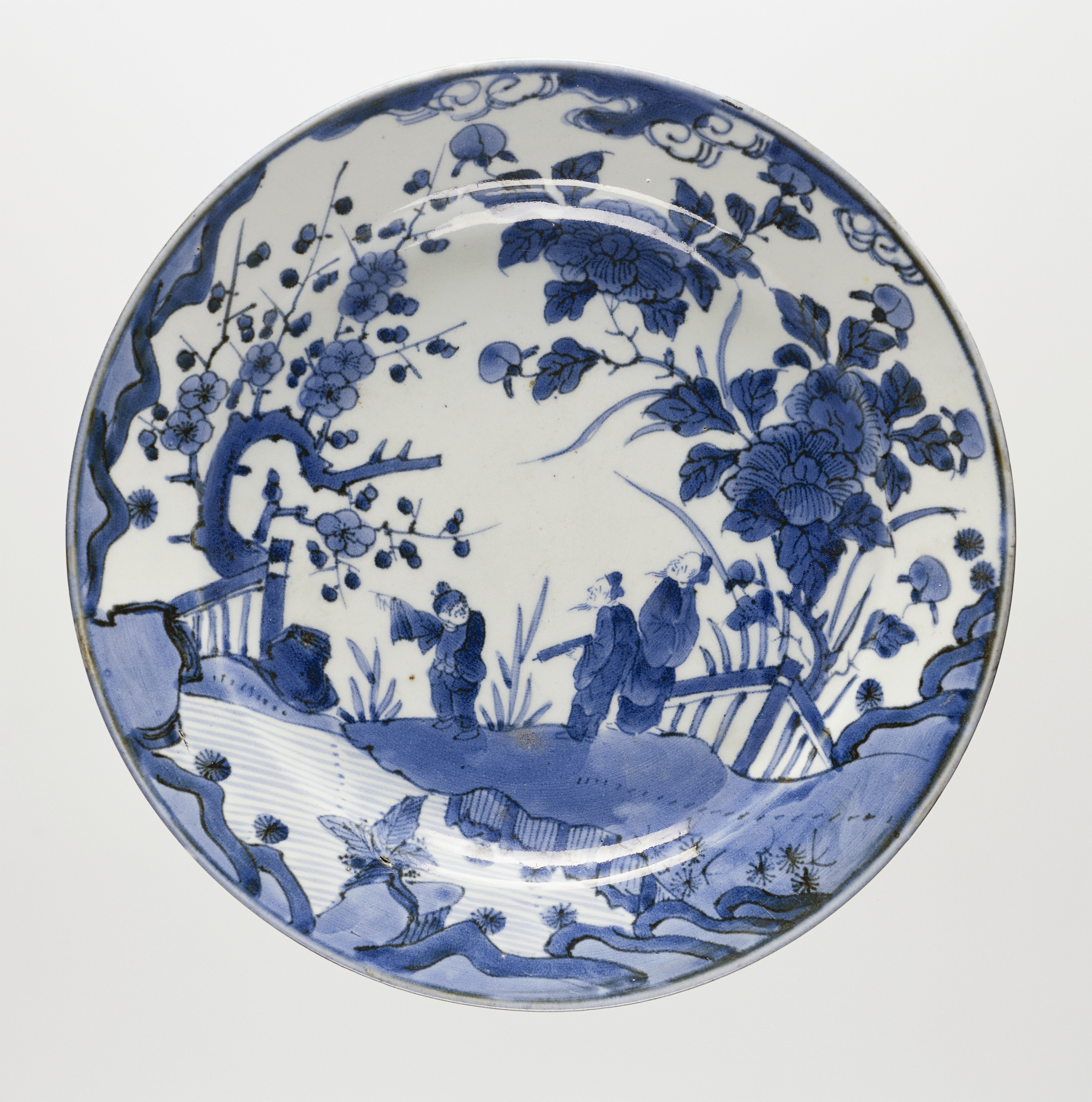
Piatto di ceramica di Arita in blu sottosmalto, 1675–1725

## Periodo successivo

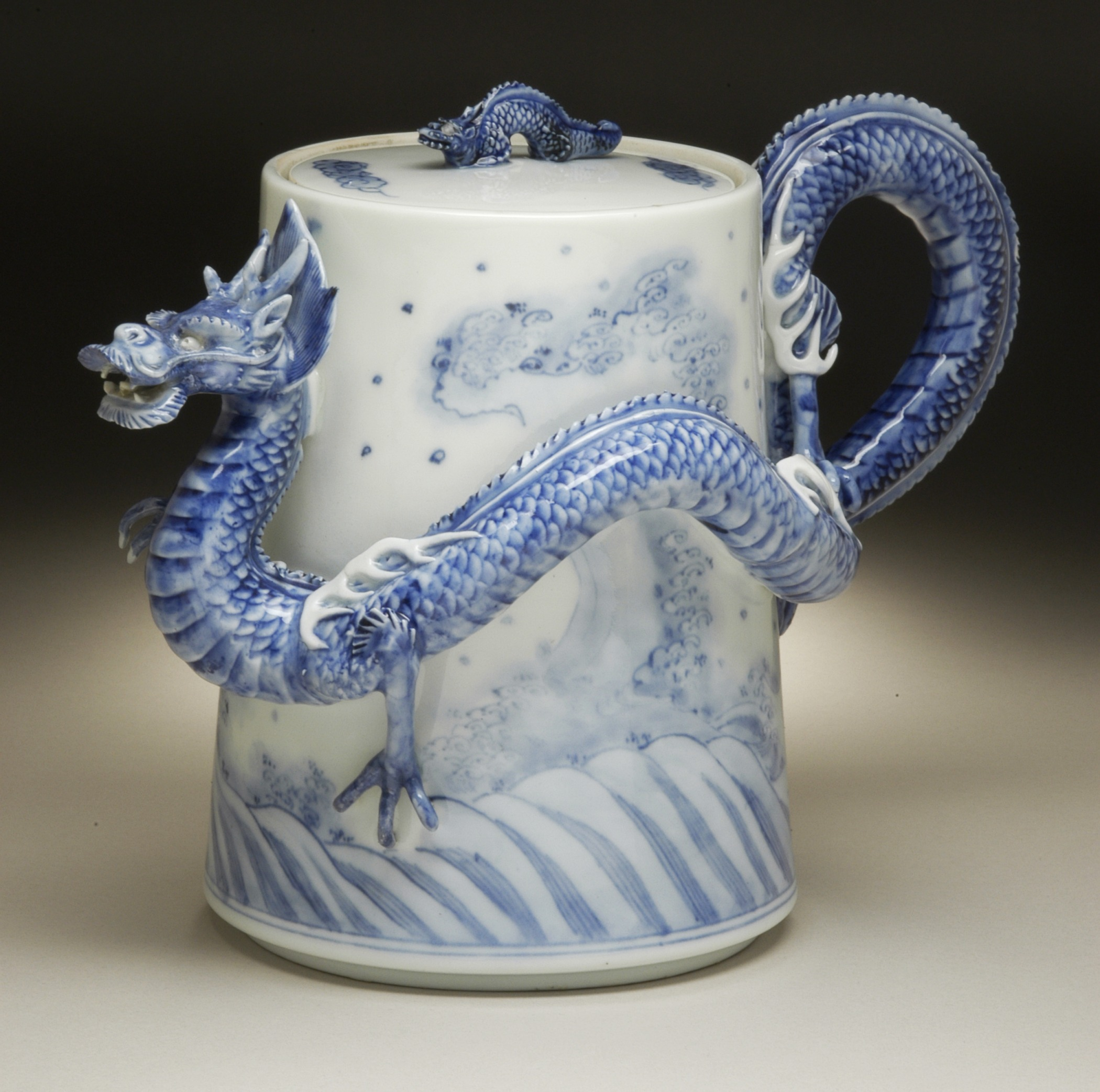
Elaborata "brocca sencha o teiera da esportazione", ceramica Hirado, seconda metà del XIX secolo.

Ci fu un notevole risveglio dopo che i Trattati Ansei degli anni 1850 riaprirono il commercio generale con il Giappone. In particolare il padiglione giapponese all'Esposizione universale di Parigi del 1867 ebbe un grande effetto sul pubblico europeo, presentando la ceramica di Satsuma (allora ancora in terracotta) e altre ceramiche molto più nel gusto nativo giapponese rispetto alle precedenti ceramiche da esportazione. Questo fu l'inizio del gusto per il Giapponismo che ebbe una forte influenza per il resto del secolo. La ceramica e la porcellana giapponese avevano continuato a svilupparsi, o in molti casi a conservare i loro stili tradizionali, durante il periodo in cui le esportazioni erano al livello minimo, e il precedente sviluppo delle ceramiche che trovarono rapidamente nuovi mercati di esportazione è spesso poco chiaro.
Le ceramiche di Imari continuarono a svilupparsi per il mercato interno e ancora una volta divennero molto popolari in Europa e ora in America. La qualità delle versioni del XIX secolo varia enormemente, dai pezzi dipinti molto rozzamente a quelli estremamente raffinati delle migliori fabbriche. La ceramica di Satsuma era iniziata come terracotta decorata e non fu esportata significativamente nel primo periodo. Ma fu messa in mostra a Parigi, poiché il feudatario locale aveva connessioni politiche in Occidente, e divenne la ceramica da esportazione di maggior successo, essendosi convertita per lo più a un corpo di porcellana. Le ceramiche della fine del XIX secolo erano molto decorate, di qualità variabile e molto criticate per motivi estetici sia all'epoca che successivamente. Anche la ceramica di Kutani aveva una storia complicata e in questo periodo veniva prodotta sia in porcellana che in terracotta per l'esportazione. La ceramica di Hirado, in una finissima porcellana bianca, era stata uno sviluppo del divario tra i periodi di esportazione, ed era molto usata per figure piccole e forme complicate, spesso usando il traforo, a cui era adatto il materiale fine.
I fabbricanti di porcellane giapponesi erano andati alquanto oltre i loro limiti, e negli anni 1880 ci fu una sorta di reazione eccessiva, e la porcellana giapponese acquisì una reputazione di scarsa qualità, e i prezzi e la domanda crollarono. Le ceramiche economiche potevano vendere, ma quelle di qualità migliore soffrivano, anche se piccole quantità di merci di alta qualità trovavano un mercato. Questa situazione continuò in gran parte fino alla Seconda guerra mondiale. Nel periodo postbellico la maggior parte delle esportazioni giapponesi erano ora in stili occidentali moderni, come interpretate dalle più grandi aziende giapponesi.

## Distinguere le ceramiche nazionali e da esportazione

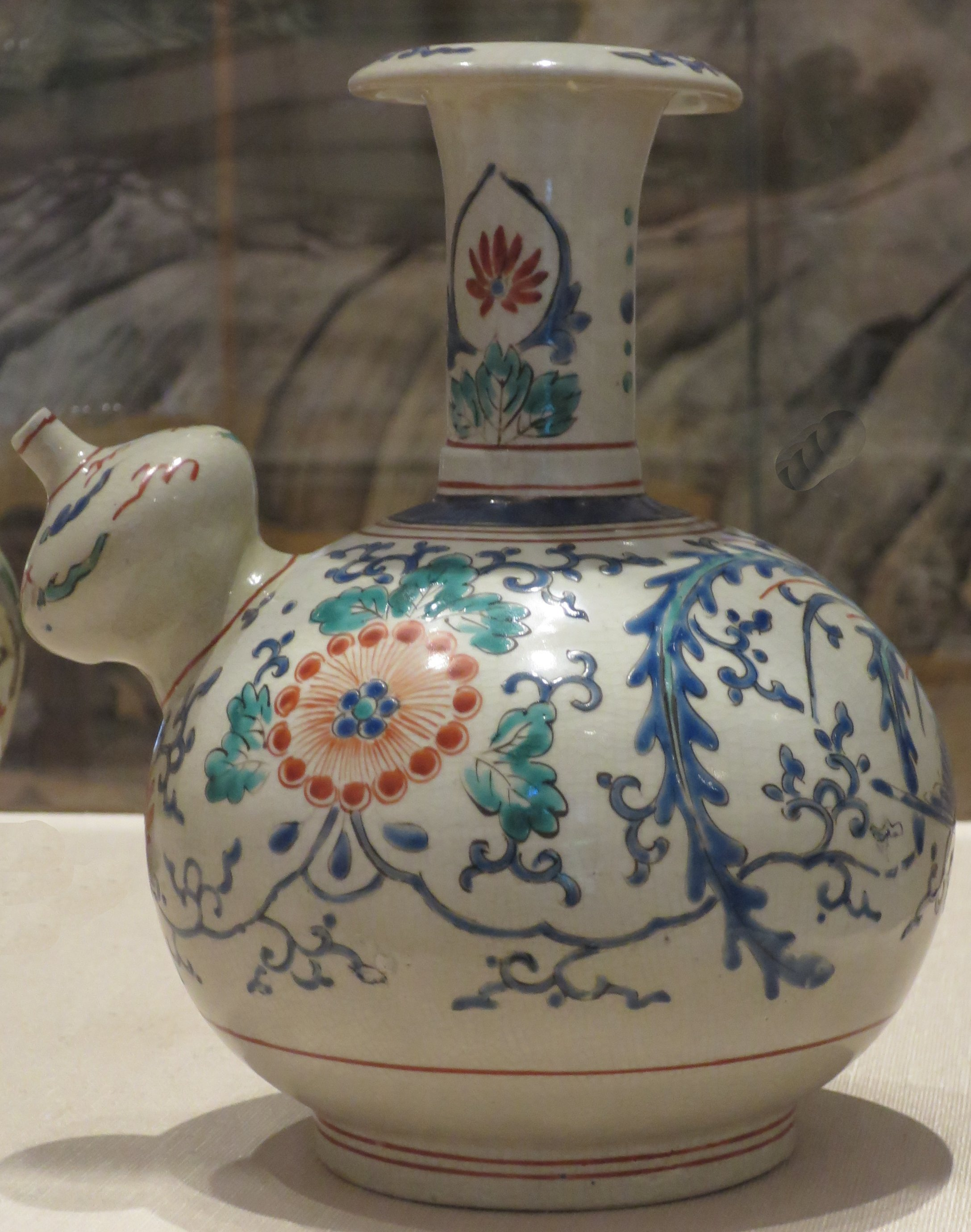
Kendi per i mercati dell'Asia sud-orientale, XVII secolo.

È di solito possibile, ma non sempre, che un esperto possa dire dall'oggetto stesso se è stato fabbricato per il mercato interno o per l'esportazione. Alcune forme sono certamente europee, tra cui le ciotole per radersi con un taglio a forma di mezzaluna per il collo, caffettiere e altre forme basate su forme di argenteria europea, "bottiglie di farmacista", bottiglie ad imitazione di forme di vetro europee, e altri. Alcuni pezzi venivano spediti in Europa come semplici "vuoti" e ricevevano decorazioni soprasmalto, di solito in Olanda, o montature metalliche in Europa; queste possono anche essere datate, il che è particolarmente utile per gli storici. A molte caraffe da esportazione venivano praticati dei fori nella parte superiore del collo per facilitare le montature, ma non furono mai applicate.
Altri pezzi recano iniziali o iscrizioni, in particolare il monogramma "VOC" (per Vereenigde Oostindische Compagnie) della Compagnia olandese delle Indie orientali. Alcuni pezzi possono essere documentati a ritroso nel tempo in vecchie collezioni europee, come un elefante Kakiemon registrato a Burghley House in Inghilterra nel 1688, e ancora lì. Anche se questo diventa sempre meno utile, i pezzi del primo periodo che hanno una provenienza risalente a un secolo o più, specialmente da luoghi in India, Asia sud-orientale o Medio Oriente, furono probabilmente esportati in quella zona dopo la produzione. Alcune forme erano create appositamente per i mercati di esportazione extraeuropei; il mondo islamico voleva piatti di grandi dimensioni per piatti a base di riso serviti in comune, e il kendi (o gargolet) è un tipo di recipiente per bere o versare caratteristico del Sud-est asiatico con due aperture, una nella parte superiore del collo, e l'altra più in basso sul corpo, con una protuberanza arrotondata. Alcuni pezzi hanno vecchie montature metalliche mediorientali.
La decorazione dipinta di pezzi dà anche forti indicazioni della destinazione prevista, o copiando stili europei, o utilizzando uno stile che attirava il gusto giapponese, ma si presumeva che non attirasse gli Europei. Ma le interpretazioni degli stili cinesi potrebbero essere intese per entrambi i mercati, anche se generalmente la qualità della pittura è migliore sulle ceramiche nazionali. Nel periodo successivo, gran parte della produzione per l'esportazione era mal fatta e troppo elaborata e dipinta.

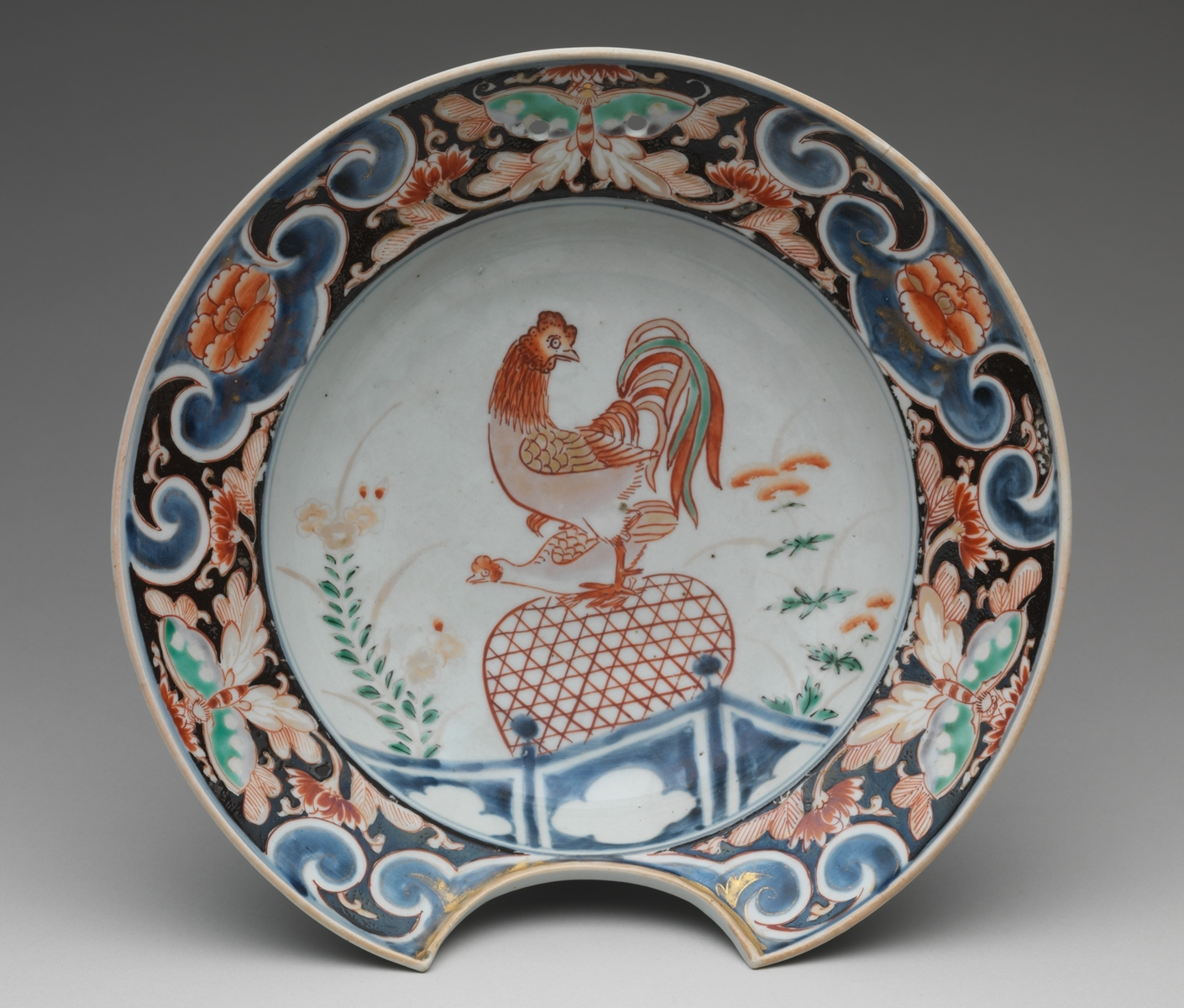
La forma europea di una bacinella da barbiere, con gallo che si accoppia, intorno al 1700
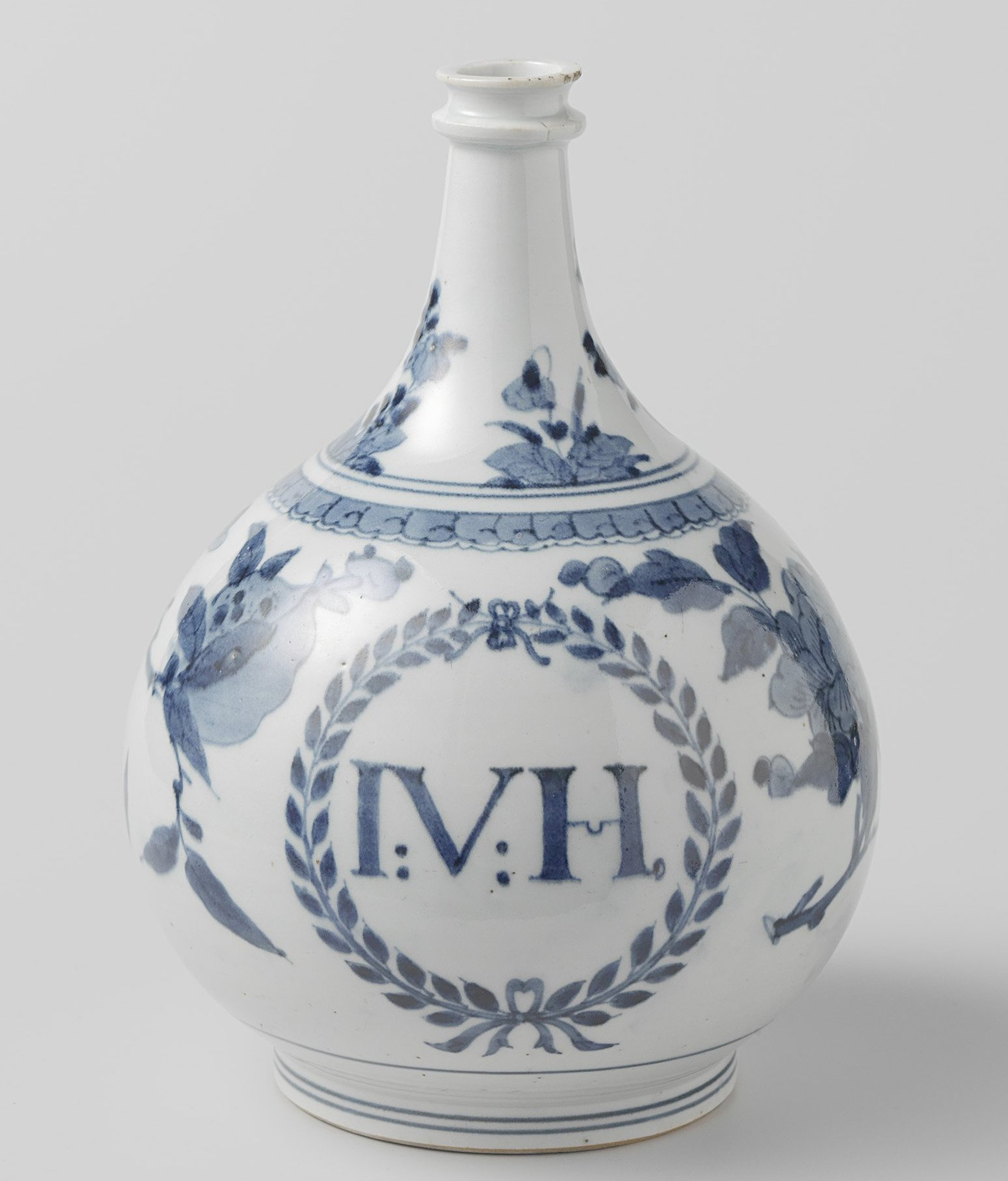
Bottiglia con monogramma, 1690–1710
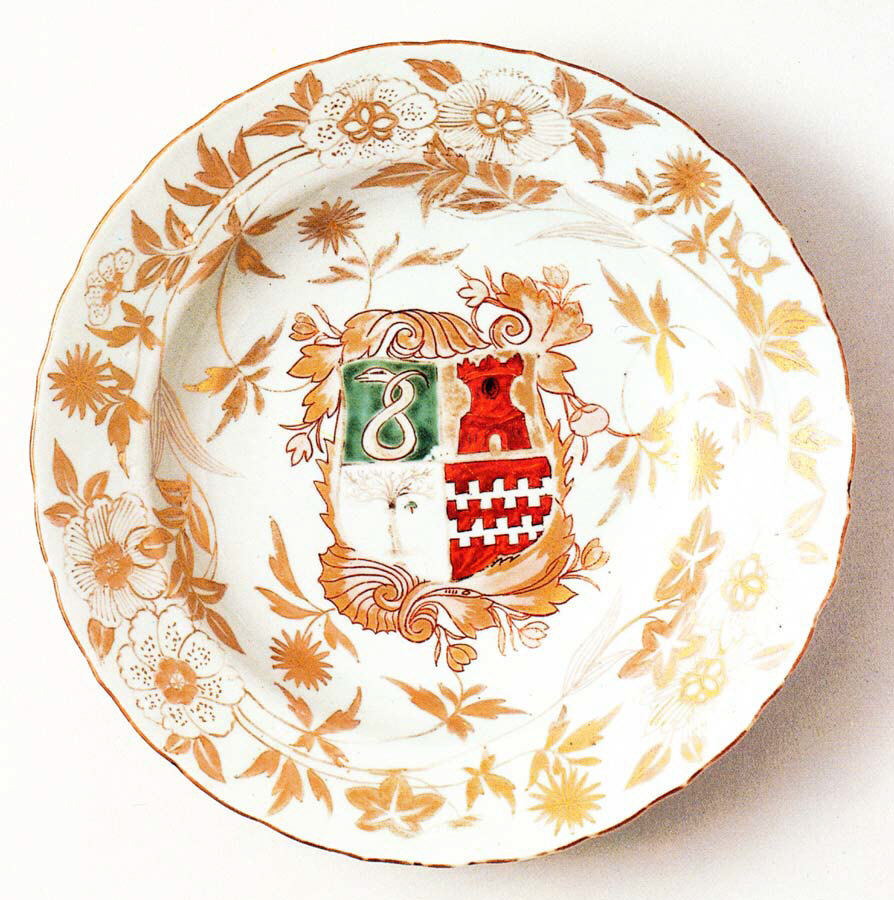
Piatto in ceramica araldica del XVIII secolo; molto meno comune di quelli provenienti dalla Cina
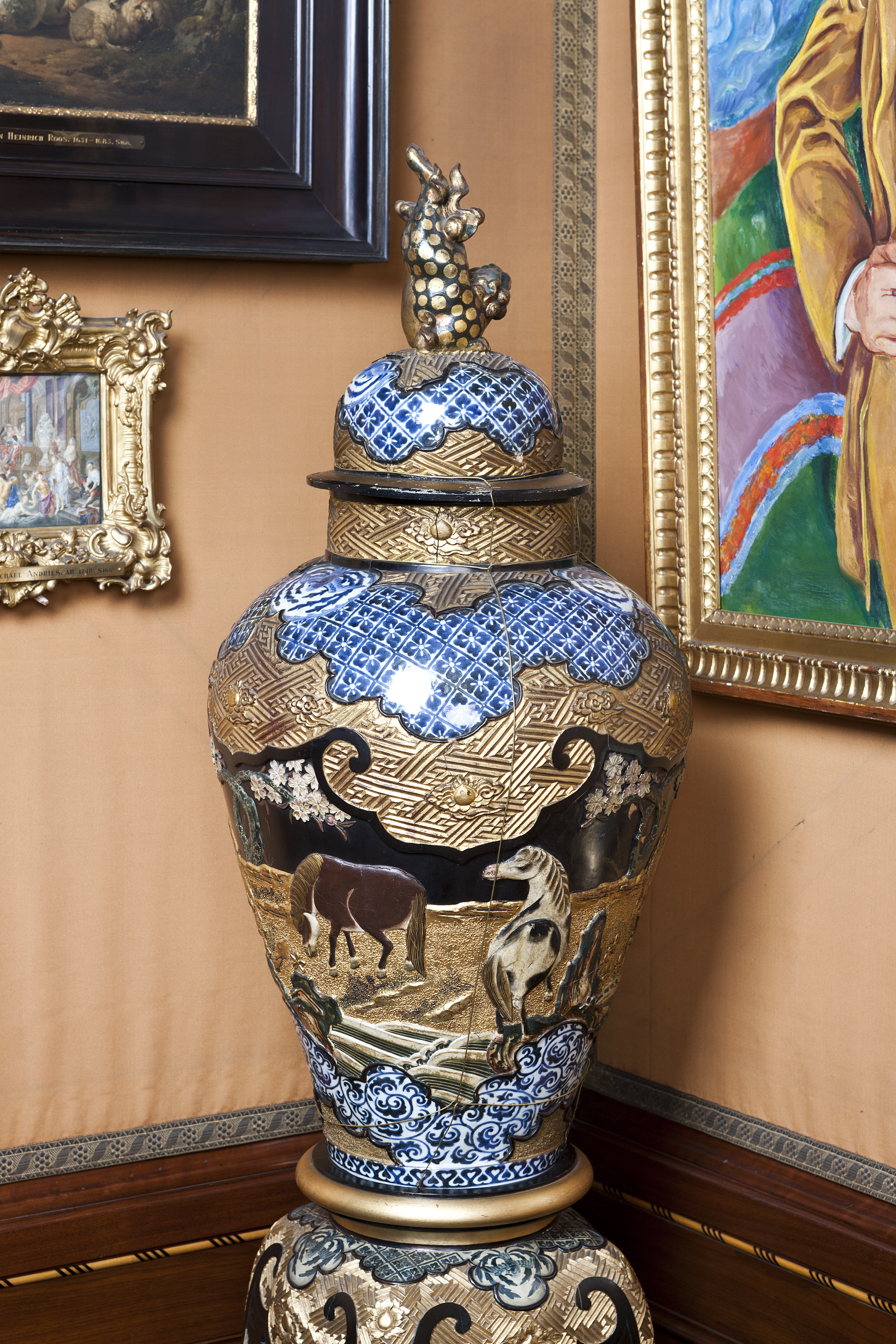
Grande vaso elaborato di un tipo fabbricato solo per l'esportazione, c. 1700; questo apparteneva un tempo al re di Svezia
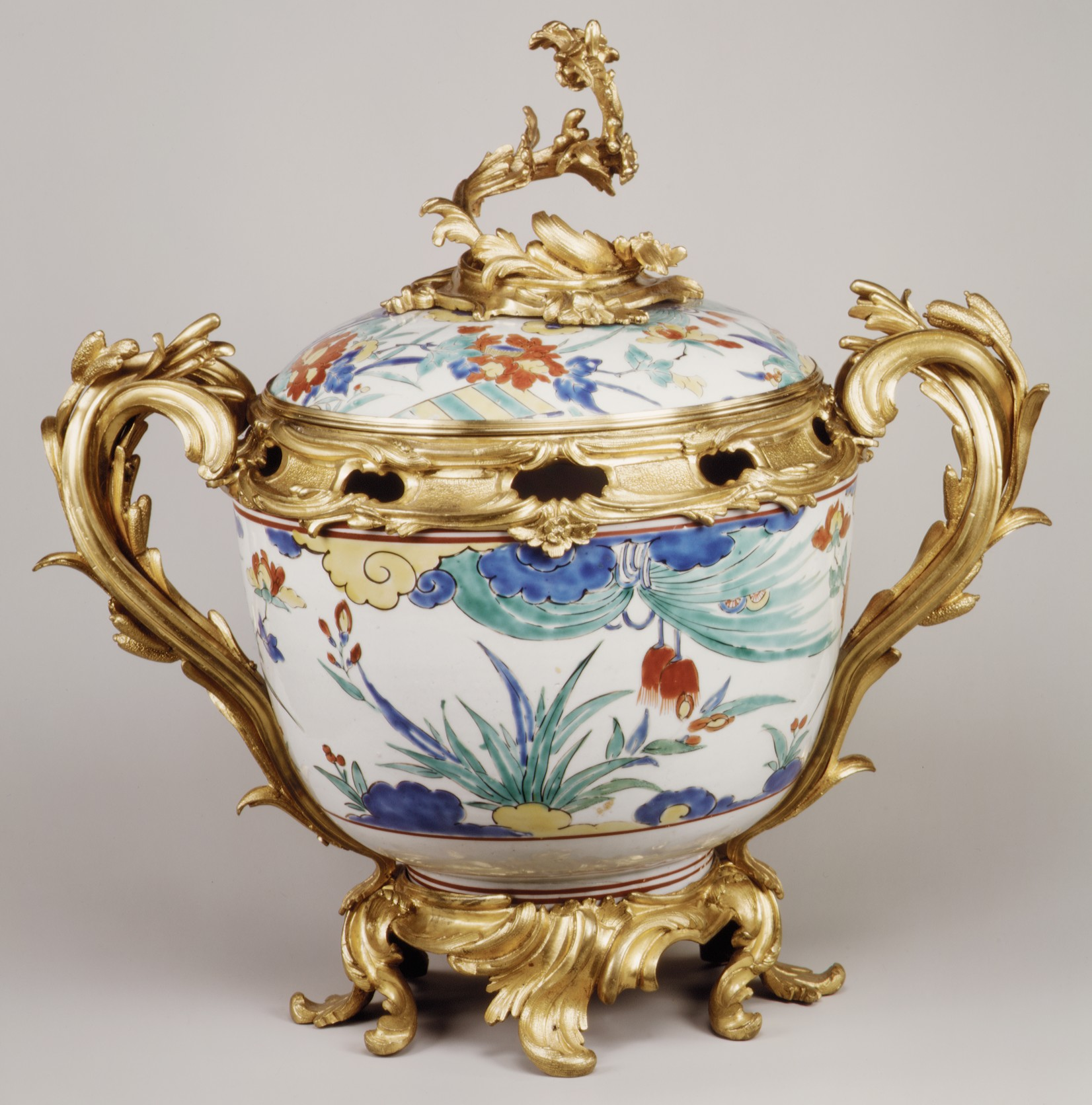
Ciotola per potpourri con coperchio (prima di una coppia), porcellana della fine del XVIII secolo, montature francesi in bronzo dorato, c. 1745–1750
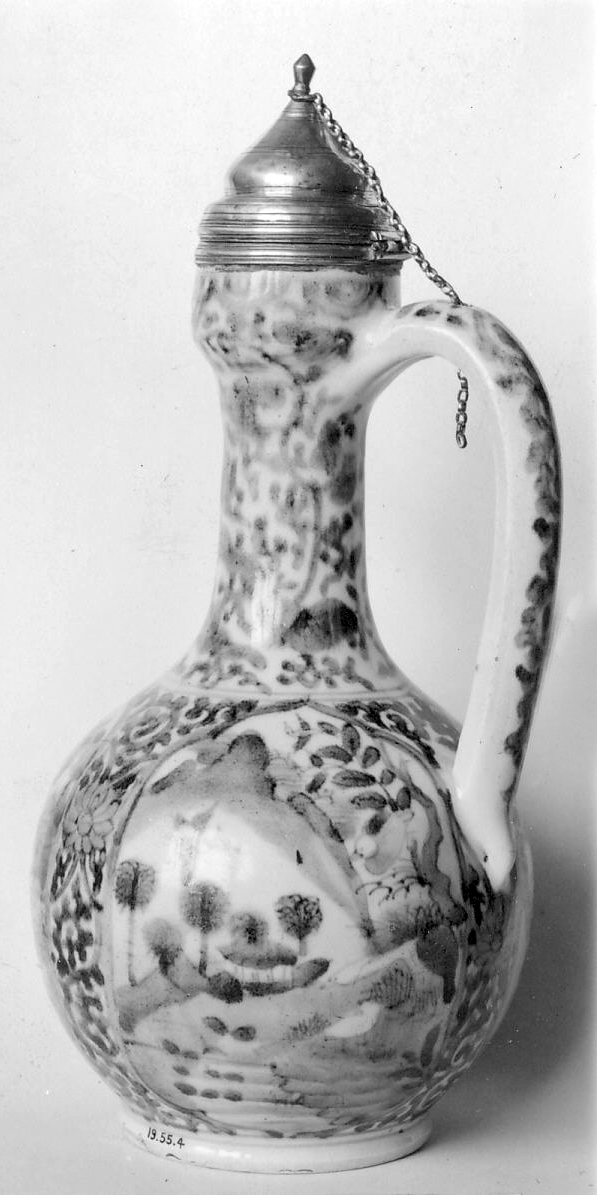
Caraffa in ceramica di Arita con montature mediorientali, 1660–1680